# Jean Detours
Pour les articles homonymes, voir Detours (homonymie).
Jean Detours, né le 25 février 1830 à Moissac (Tarn-et-Garonne) et mort le 8 juillet 1881 à Montpellier (Hérault), est un homme politique français.

## Biographie
Fils d'Hippolyte Detours, député de Tarn-et-Garonne, il est député de l'Aude de 1877 à 1878, élu comme conservateur. Invalidé, il ne se représente pas à l'élection partielle.

## Source
- « Jean Detours », dans Adolphe Robert et Gaston Cougny, Dictionnaire des parlementaires français, Edgar Bourloton, 1889-1891 [détail de l’édition]